# Kukiele
Kukiele – dawniej wieś. Obecnie część Tokarzewszczyzny na Białorusi, w obwodzie mińskim, w rejonie mołodeckim, w sielsowiecie Olechnowicze.
W 1973 roku wieś została włączona w skład Tokarzewszczyzny.

## Historia
W czasach zaborów wieś i okolica szlachecka w powiecie wilejskim, w guberni wileńskiej Imperium Rosyjskiego. w 1866 roku wieś liczyła 17 mieszkańców w 2 domach. Okolicę szlachecką zamieszkiwało 122 osoby w 9 domach.
W latach 1921–1945 folwark, osadę i wieś a następnie kolonia leżała w Polsce, w województwie wileńskim, w powiecie wilejskim, od 1927 roku w powiecie mołodeczańskim, w gminie Gródek.
Według Powszechnego Spisu Ludności z 1921 roku zamieszkiwało:
- folwark – 20 osób, 12 było wyznania rzymskokatolickiego a 8 prawosławnego. Jednocześnie wszyscy mieszkańcy zadeklarowali polską przynależność narodową. Były tu 3 budynki mieszkalne[6].
- osadę – 17 osób, 7 było wyznania rzymskokatolickiego a 10 prawosławnego. Jednocześnie wszyscy mieszkańcy zadeklarowali polską przynależność narodową. Były tu 3 budynki mieszkalne[6].
- wieś – 111 osób, 26 było wyznania rzymskokatolickiego, 80 prawosławnego a 111 mojżeszowego. Jednocześnie wszyscy mieszkańcy zadeklarowali polską przynależność narodową. Było tu 20 budynków mieszkalnych[6].

W 1931 kolonię w 33 domach zamieszkiwało 160 osób.
Wierni należeli do parafii prawosławnej w Gródku. Miejscowość podlegała pod Sąd Grodzki w Rakowie i Okręgowy w Wilnie; właściwy urząd pocztowy mieścił się w Gródku.
W wyniku napaści ZSRR na Polskę we wrześniu 1939 miejscowość znalazła się pod okupacją sowiecką. 2 listopada została włączona do Białoruskiej SRR. Od czerwca 1941 roku pod okupacją niemiecką. W 1944 miejscowość została ponownie zajęta przez wojska sowieckie i włączona do Białoruskiej SRR.
Od 1991 w składzie niepodległej Białorusi.